# Narcisse-Virgile Díaz de la Peña
Narcisse-Virgile Díaz de la Peña (Burdeos, 25 de agosto de 1807 - Menton, 18 de noviembre de 1876) fue un pintor francés de padres españoles.

## Origen, formación y comienzos como pintor de cerámica

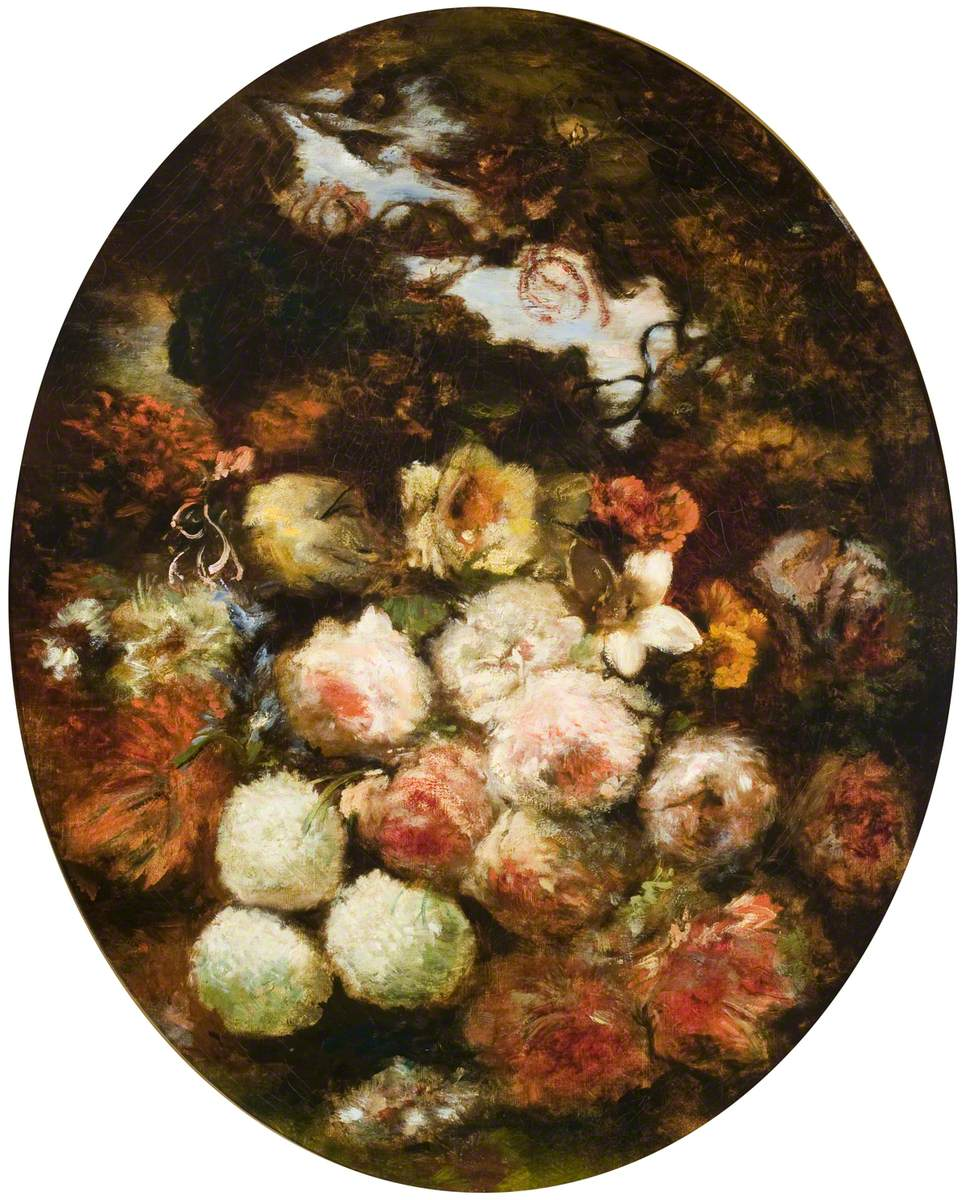
Narcisse Virgile Diaz de la Peña (1807-1876) - Flower Study - Perth Museum and Art Gallery

Narcisse Díaz de la Peña fue hijo de Tomás Díaz de la Peña, burgués de Salamanca en España, opositor político de José Bonaparte obligado a huir en 1807 con su esposa embarazada María Manuela Belasco a Burdeos, donde nació Narcisse-Virgile. Después partieron de Francia hacia Inglaterra donde Tomás murió en 1811. Su madre regresó a vivir a Francia, enseñando idiomas en Montpellier, Lyon, Sèvres y París. Murió de agotamiento en París en 1817 y Narcisse Díaz de la Peña fue criado por un pastor protestante en los suburbios parisinos.  
Huérfano a los diez años, la fortuna no le acompañó demasiado en su infancia. Una víbora le mordió un pie en el bosque de Meudon cerca de Sèvres, donde se había instalado con unos amigos de su madre. La herida que le produjo no se curó bien y le amputaron la pierna. Más tarde su pierna de madera se hizo bastante famosa. Con 15 años ingresó en los estudios de Sèvres, donde se ocupó de la decoración con porcelana. En 1822 se convierte en aprendiz de pintor en la fábrica de porcelana de Jules Claretie donde conoce a los jóvenes artistas Duprè, Raffet y Cabat que serían sus amigos. 
En 1830, a través de un pintor de Lille Souchon, conoció a Sigalon que lo animó. Empezó además a pintar figuras ataviadas con vestidos de ricos colores; le interesaban las escenas turcas y orientales y muchas de sus mejores obras se corresponden a este período. Narcisse Díaz de la Peña completó su formación en el Louvre donde copió a Corregio, Claude Lorrain, Albert Cuyp o Ruisdaël. Al principio comenzó pintando figuras, pero más tarde pintaría sobre todo paisajes.  Fue admitido en el Salón de 1831 con dos Bocetos de paisaje. En 1832 presentó una Adoración de los pastores y El viejo Ben Emeck. Bajo la influencia de su amigo Raffet, probó suerte como pintor de historia en la línea de Horace Vernet, presentando en el Salón de 1835, la Batalla de Medinaceli. Sin recursos y habiendo renunciado a su carrera como pintor cerámico, Narcisse Díaz de la Peña se vio obligado a vender producción rápida a precios muy bajos. También practicaba el grabado.

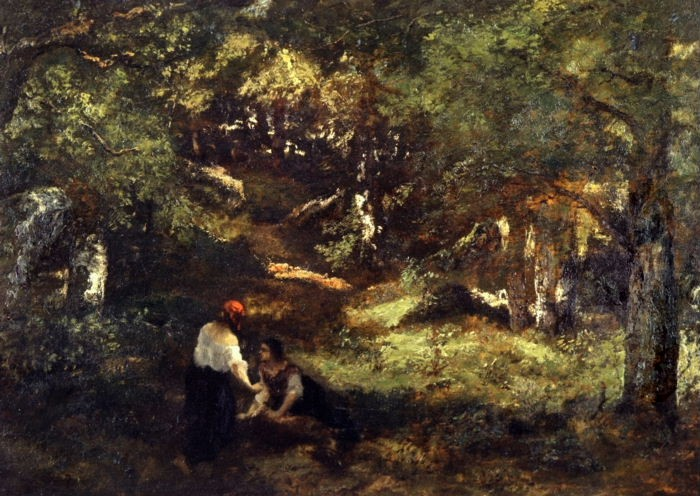
"En el bosque de Fontainebleau" de Díaz de la Peña.

## Escuela de Barbizon

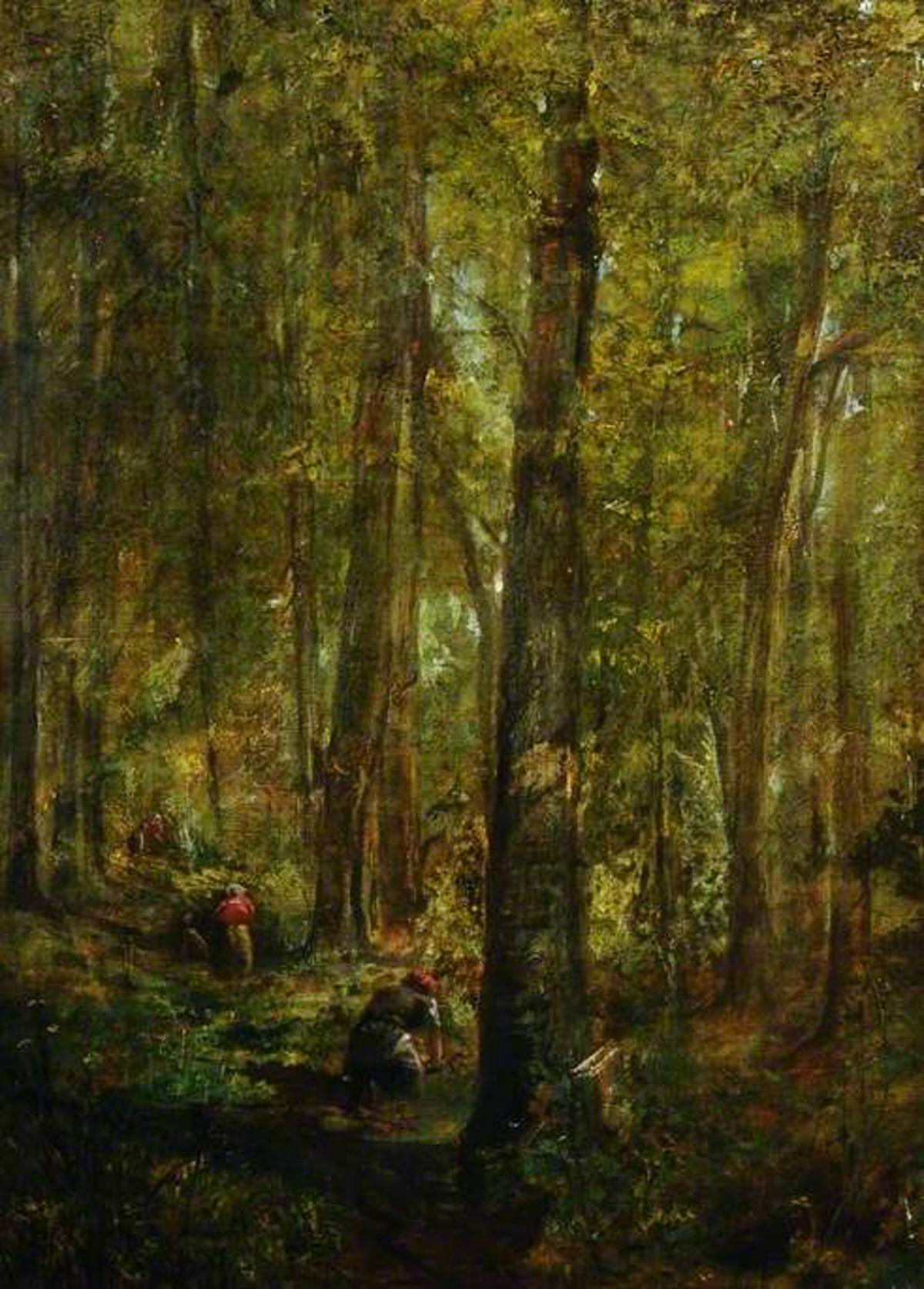
Narcisse Virgile Diaz de la Peña (1807-1876) Sheffield Galleries and Museums Trust

Se le suele asociar con los pintores la escuela de Barbizon. Por el año 1831, conoció a Théodore Rousseau, por quien profesó una gran veneración (Rousseau era cuatro años más joven), pero no fue hasta diez años después cuando Rousseau le enseñó sus técnicas. En Fontainebleau, Díaz encontró a Rousseau pintando sus cuadros de bosques y decidió imitarlo. Rousseau, por aquel entonces con una salud bastante débil, era casi inaccesible, se recluía en su casa y se dedicaba a despotricar contra el mundo. Díaz solía seguirlo sigilosamente hasta el bosque para observarlo y conocer su técnica pictórica; más tarde Díaz consiguió ser amigo de Rousseau, a quien le desveló su ansia por conocer su técnica, Rousseau, anonadado por su admiración, decidió enseñarle. 
A partir de 1837, se unió al grupo de la Escuela de Barbizon y pintó paisajes en los que encontramos los sitios que más le gustaban en Fontainebleau: Bas-Bréau, Apremont y el valle de Solle. Díaz admiraba a Eugène Delacroix y, como a otros artistas y escritores, le fascina Oriente. Las Orientales de Victor Hugo lo impresionaron. También utilizaba la naturaleza como telón de fondo para introducir figuras alegóricas, mitológicas o cercanas a la realidad. Su cuadro El Descenso de los Bohemios tuvo mucho éxito en el Salón de París de 1848. A partir de esa fecha, apenas expuso bajo el Segundo Imperio, por los numerosos encargos que tuvo que satisfacer a sus coleccionistas, en un estilo colorido, a veces romántico, alegórico y orientalizante , o barbizonniano, por lo cual "Díaz juega un papel relevante en la formación del impresionismo". Disfruta de una gran posición en el Auberge Ganne, gran conversador y generoso, está rodeado de muchos estudiantes con los que va a pintar en el bosque. También frecuenta a Jean-François Millet y le proporciona apoyo económico y moral.
En 1849 organizó una venta de bocetos y estudios de la naturaleza, mientras que los pintores generalmente ofrecían a la venta pinturas terminadas. Los precios de venta eran bastante bajos, pero repetirá la experiencia en los años siguientes y obtendrá precios más altos. Pinta trabajando el material pictórico con espátula, con marcados contrastes de claroscuro que le permiten obtener efectos luminosos y por ello influirá en los impresionistas. Se encuentra a menudo a Delacroix, que anotó en su diario el 7 de octubre de 1847, “Recuerdo la impresión (...) de un cuadro de Díaz en la galería de Durand-Ruel, donde todo salía de la imaginación del pintor, pero donde los recuerdos son fieles, con vida, gracia y abundancia."
Desde 1854 permaneció regularmente en la costa de Normandía, en particular en Étretat, donde compró una casa no lejos del mar. Allí pintó varios paisajes marinos junto a su amigo Gustave Courbet.
En 1855 participó en la Exposición Universal con una retrospectiva de su obra. Luego emprendió un viaje hacia Oriente y regresó al Salón de 1859.
Su hijo mayor, pintor también, murió en 1860.
En los salones recibe recompensas habitualmente, pero se le reprocha su excesiva facilidad de trabajo, su virtuosismo y su descuido y se le considera un “colorista encantador”. Esta era la cualidad que Vincent van Gogh, ardiente admirador suyo, más valoraba en él.
Convertido en una personalidad del mundo parisino, es recibido por la princesa Mathilde, por Émilien de Nieuwerkerke y sus clientes deben encargar sus pinturas, y entrar en lista de espera. Díaz comienza a coleccionar muebles y objetos preciosos, su taller es de raro lujo.
Díaz expuso en el Salón de París y fue condecorado en 1851. Durante la Guerra Franco-prusiana, se instaló en Bruselas. A partir de 1871, no paró de trabajar, su obra empezó a ponerse de moda y se granjeó una gran aceptación entre los coleccionistas.  
Sus obras más admiradas son las escenas de bosques y tormentas. Muchas de las mejores se hallan en el Louvre y en la Wallace Collection, Hertford House. Tal vez sus obras más conocidas sean "El hada de las perlas" (1857), Louvre; "Ocaso en la floresta" (1868); "La tormenta" y "El bosque de Fontainebleau" (1870) en Leeds. 
Díaz no tuvo discípulos de renombre, pero inspiró a pintores como Léon Richet o Jean-François Millet.

## El encuentro con Pierre-Auguste Renoir
Fue en el bosque de Fontainebleau en 1863-1864, donde Pierre-Auguste Renoir conoció a Narcisse Díaz de la Peña. La historia la cuentan Edmond Renoir en La Vie Moderne y Jean Renoir en su libro P.A Renoir mon père. Renoir estaba pintando en el bosque de Fontainebleau cuando unos jóvenes lo molestan y lo atacan. Saliendo de un matorral, Narcisse Díaz de la Peña con su bastón salva al joven pintor de este lío. Renoir le estaba eternamente agradecido, considerándolo como su santo patrón. La amistad entre los dos hombres es innegable, Díaz le da consejos a Renoir, "pintar solo sobre la naturaleza", "usar los colores más brillantes", y cuando Díaz se entera de la precaria situación financiera de Renoir, le abre la puerta a su comerciante de colores, H. Vieille en el número 35 de la rue Laval en París, suministrándole discretamente los colores.
Vivía con su esposa Marie-Augustine Gotton-Vel, 50 rue de Rome en el distrito 8 de París. Su casa en Barbizon se encuentra en 28 Grande Rue. En 1867, pintó su última obra maestra Les Hauteurs du Jean de Paris (un lugar llamado así en las gargantas del Apremont), hoy en el Musée d'Orsay.
A pesar de sus muchos amigos impresionistas, incluido Claude Monet que lo encontró en la granja de Saint Siméon y en Honfleur, no apareció en la primera exposición impresionista en 1874, tal vez a causa de su enfermedad, "bronquitis crónica". La tuberculosis, que lo afectó dos años después, aunque los biógrafos afirman que murió de una segunda mordedura de víbora en Menton en 1876.
Descansa en el cementerio de Montmartre en la 14a división.

## Estilo

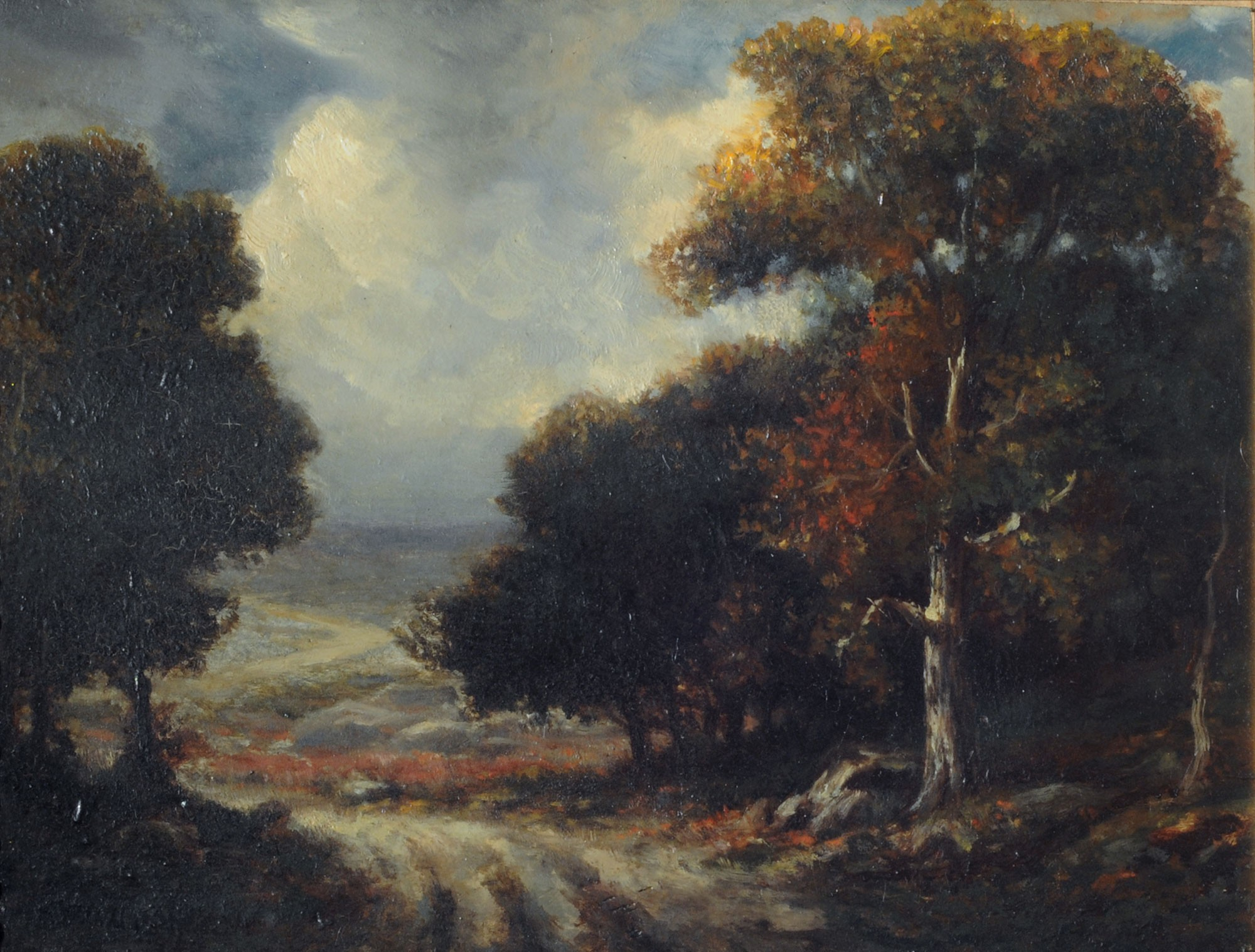
Le chemin - Narcisse-Virgile Díaz de la Peña

Para Pierre Miquel, la obra de Díaz de la Pena se desarrolla en tres períodos:
El primero va de 1830 a 1844, caracterizado por obras con temas hispánicos, orientales con una paleta pobre en tonos puros, en tonos oscuros y contrastantes realizados con un toque pesado. El segundo de 1844 a 1860 vio la aparición de toques más brillantes con tonos puros de azul claro, amarillo brillante y carmín. Durante este período, Díaz pintó en Barbizon. El tercer período, a partir de 1860, se manifiesta con una amplitud de volumen, una cierta suntuosidad de color con tonos contrastantes y valores fuertes, pero con mayor libertad de ejecución.
Se sabe que los colores de Díaz desafortunadamente 'cambian' o se desvanecen rápidamente debido a una química defectuosa y al uso inestable y peligroso de los colores, según Monet "Uno no puede imaginar lo hermosas que eran las pinturas de Díaz cuando se pintaron, eran gemas reales ... Obviamente su técnica lo traicionó, hoy todo está empañado, han perdido su calidad".